# 西藏博物馆
西藏博物馆（藏語：བོད་ལྗོངས་རྟེན་རྫས་བཤམས་མཛོད་ཁང་，威利转写：bod ljongs rten rdzas bshams mdzod khang）位于拉萨市城关区，是西藏第一座具有现代化功能的博物馆，也是西藏唯一一座综合性国家一级博物馆。总占地53,959平方米，建筑面积达23,508平方米，包括三个部分：主馆区，民俗文化苑和办公区，展厅面积为10,451平方米，馆藏瓷器、玉器、佛像、唐卡、典籍特别是印章、封诰等历史文物52万余件其藏品包括西藏史前文化遗物，并入中国后被历代帝王晋封的历史展品，藏族文化艺术作品以及民俗文化藏品等，是开展爱国主义和民族团结教育的重要基地。

## 历史
西藏博物馆建于1999年，是“西藏自治区成立30周年大庆援藏62项工程”之一，于1999年10月中华人民共和国成立50周年和西藏民主改革40周年之际落成开馆。
2016年6月7日，以叶星生捐赠的2300件藏品為主的叶星生民间珍藏捐赠馆在西藏博物馆内正式开馆。
2017年10月28日，西藏博物馆改扩建工程奠基动工，西藏博物馆将采用左右对称方案在原址进行改扩建，预计新館將於2022年開館。

## 图片

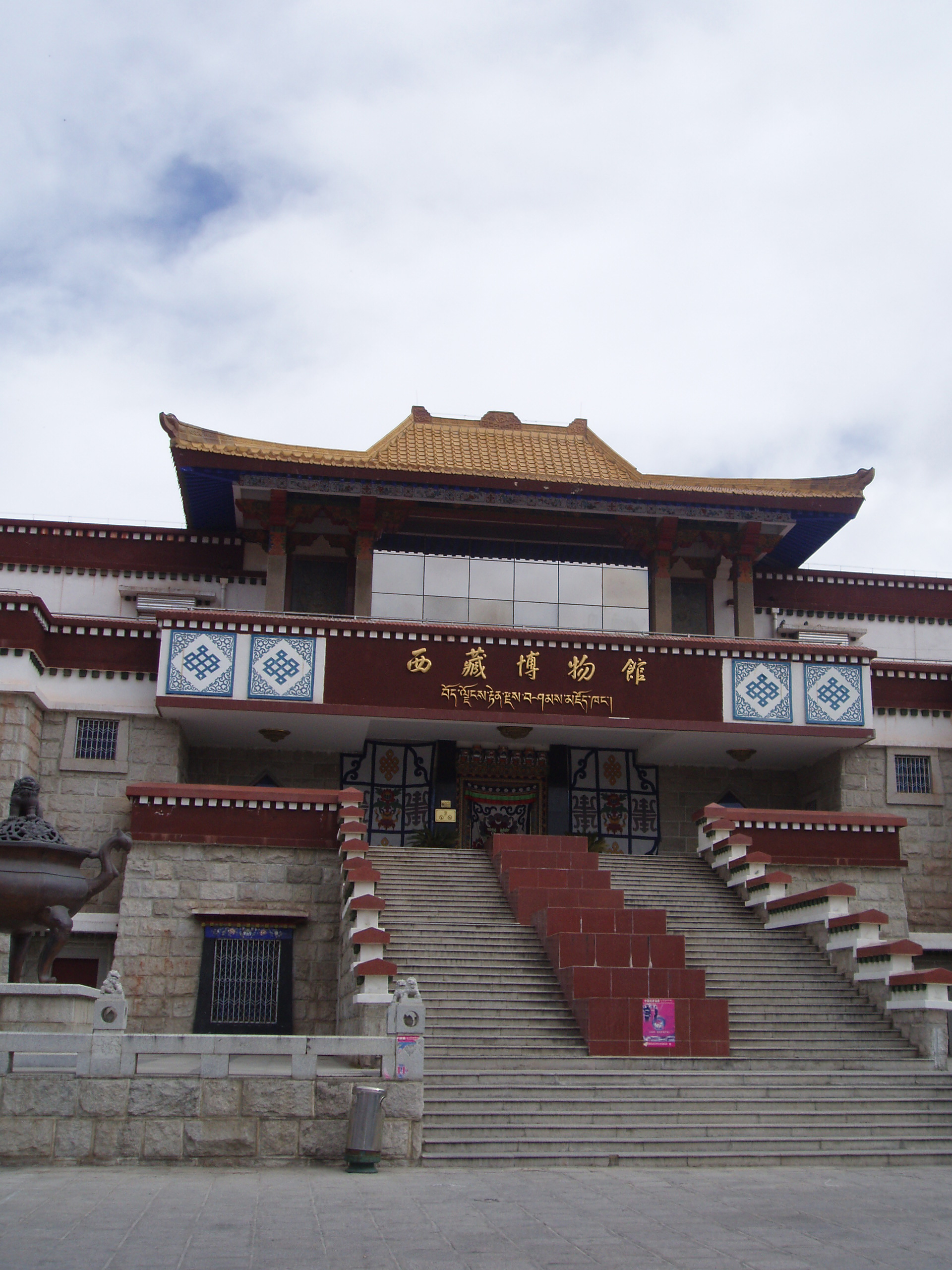
西藏博物馆正门
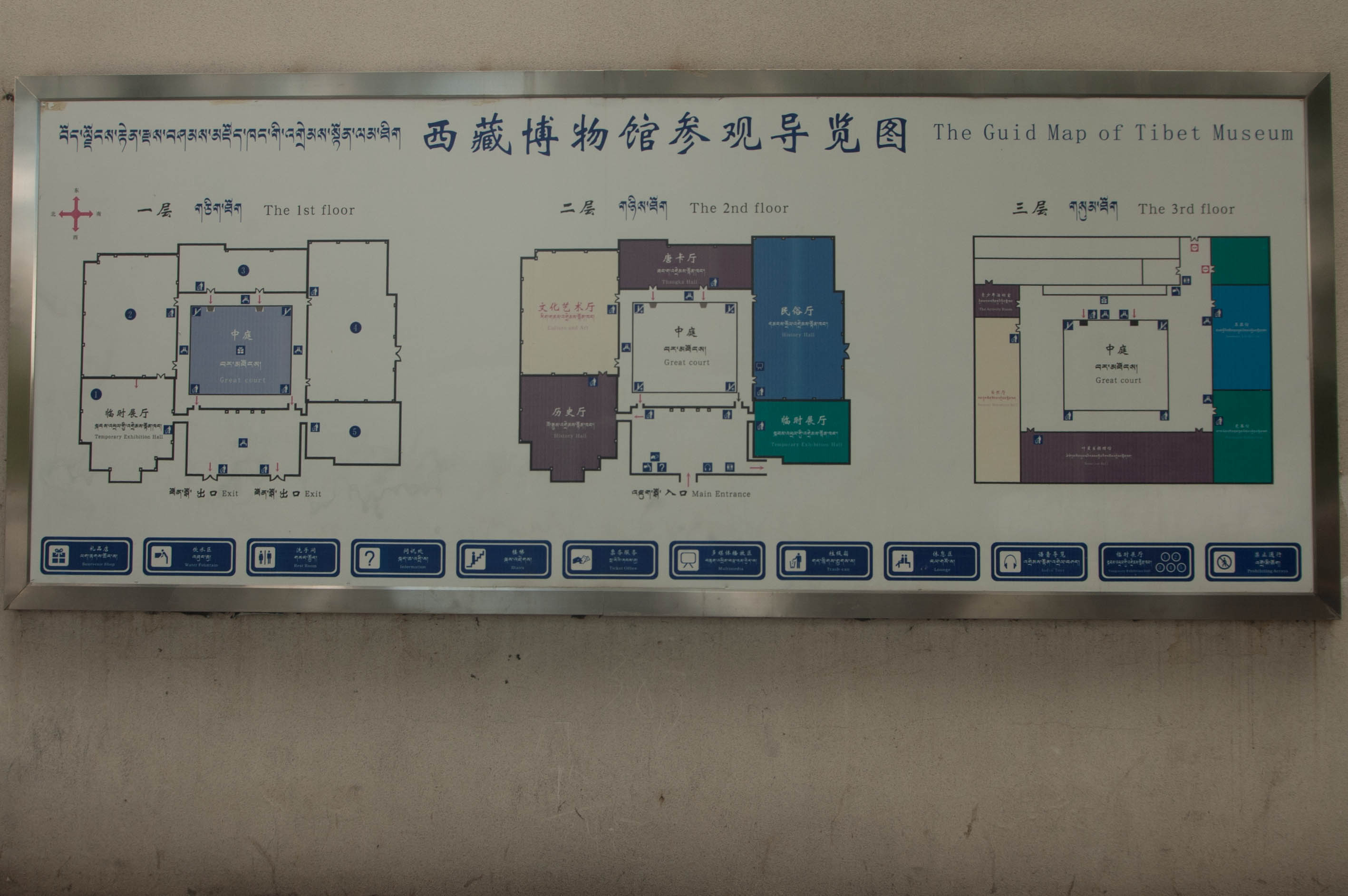
西藏博物馆参观导览图
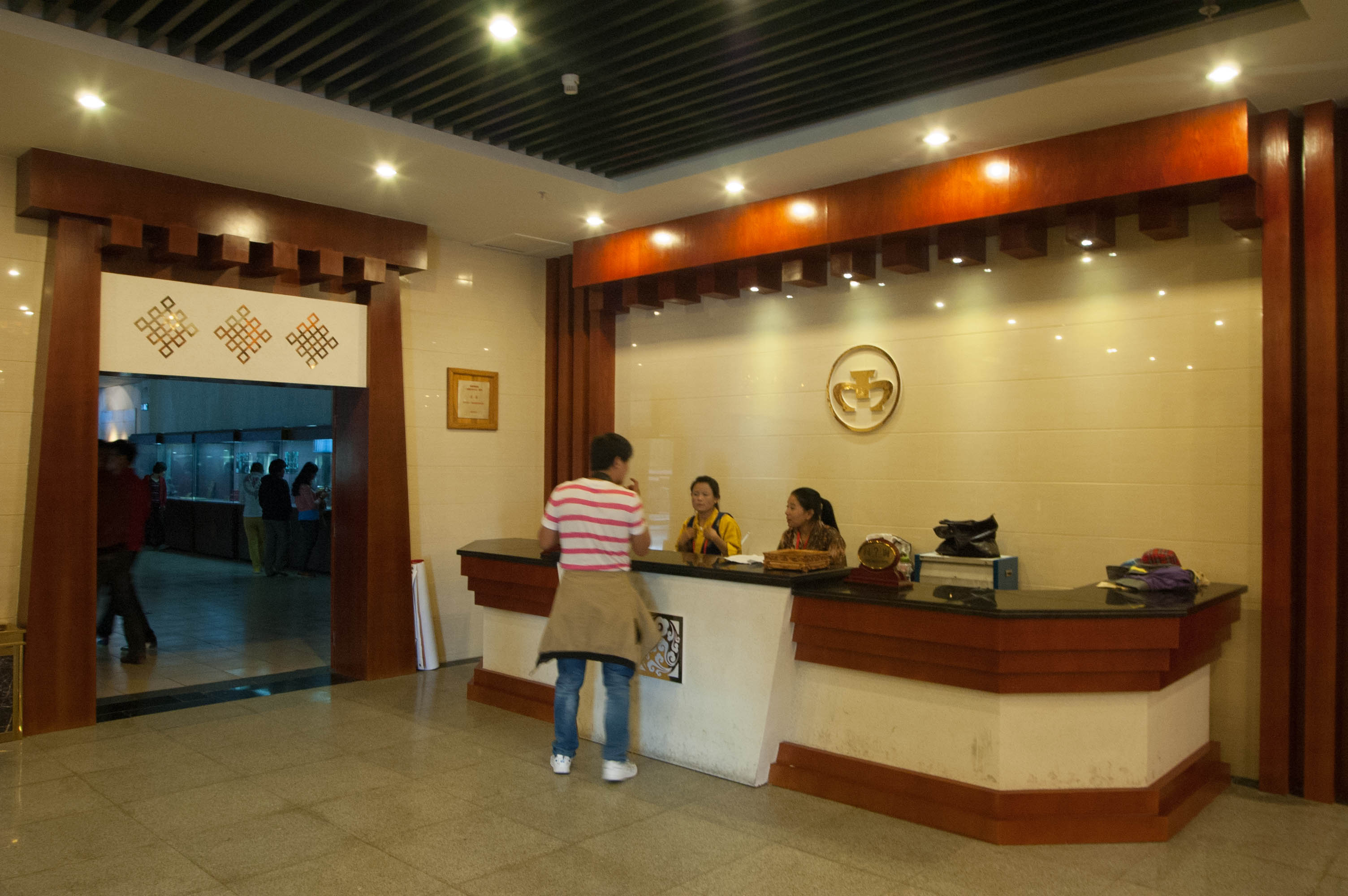
西藏博物馆服务台
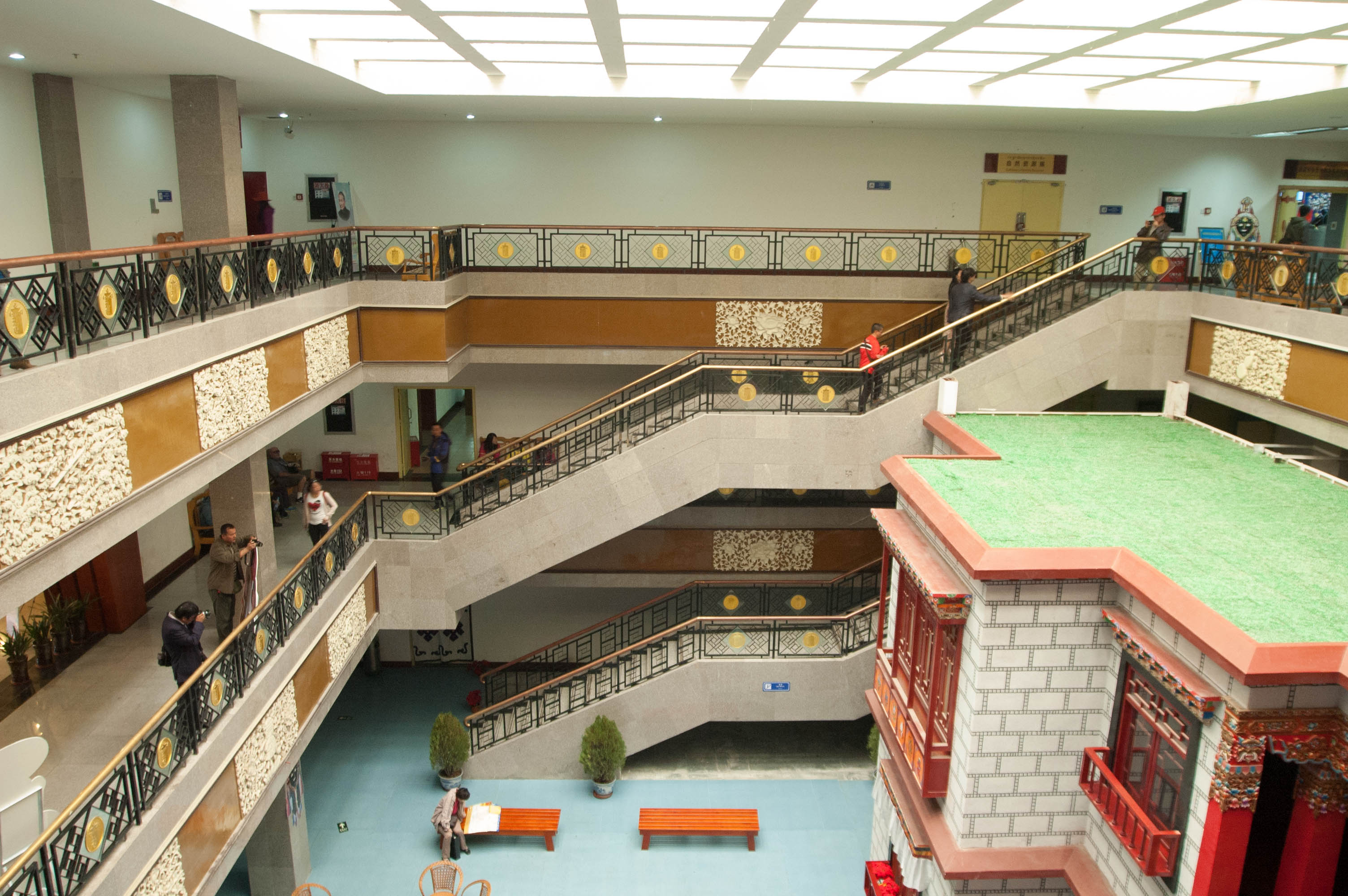
西藏博物馆内景
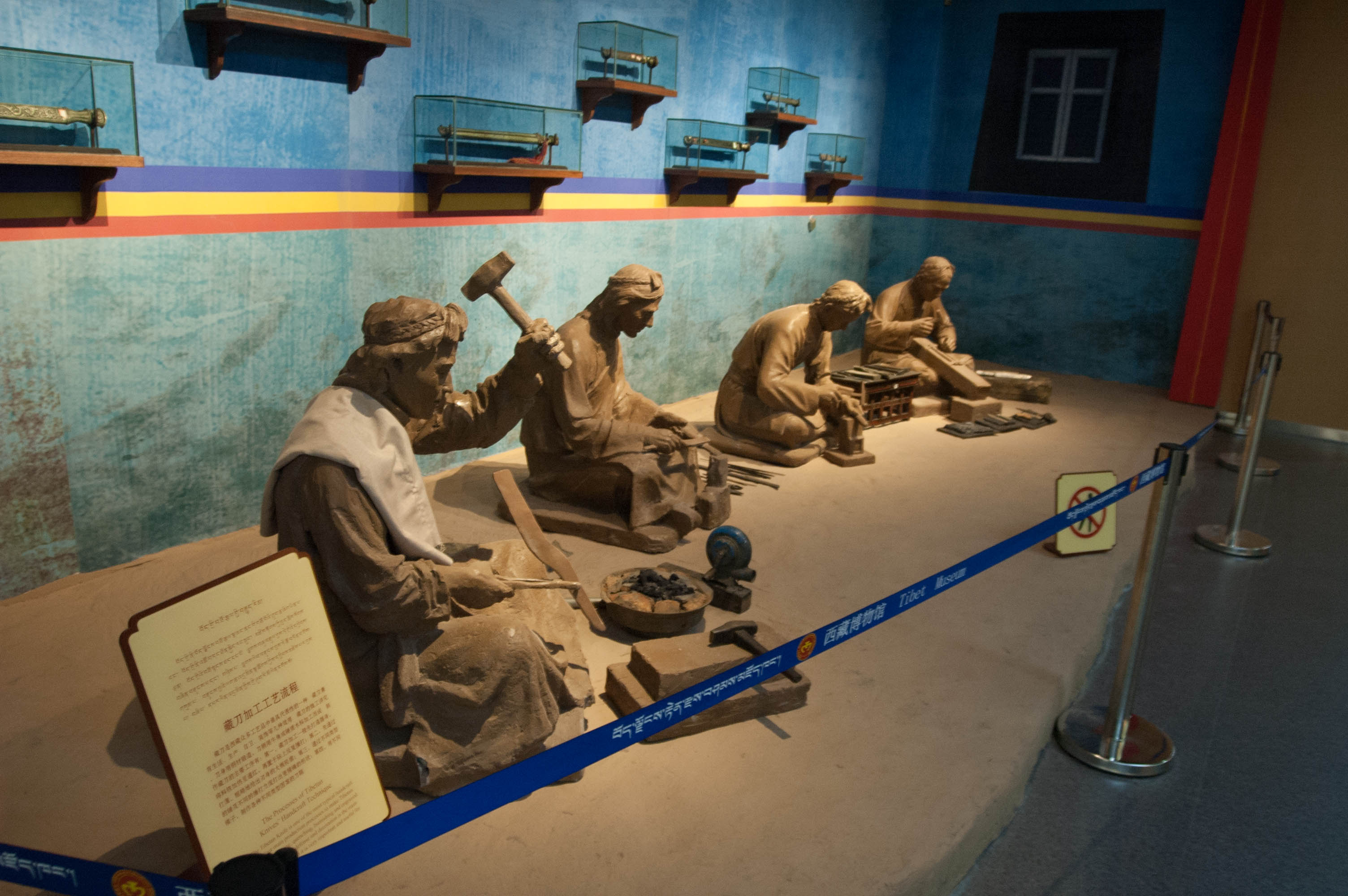
藏刀加工工艺流程
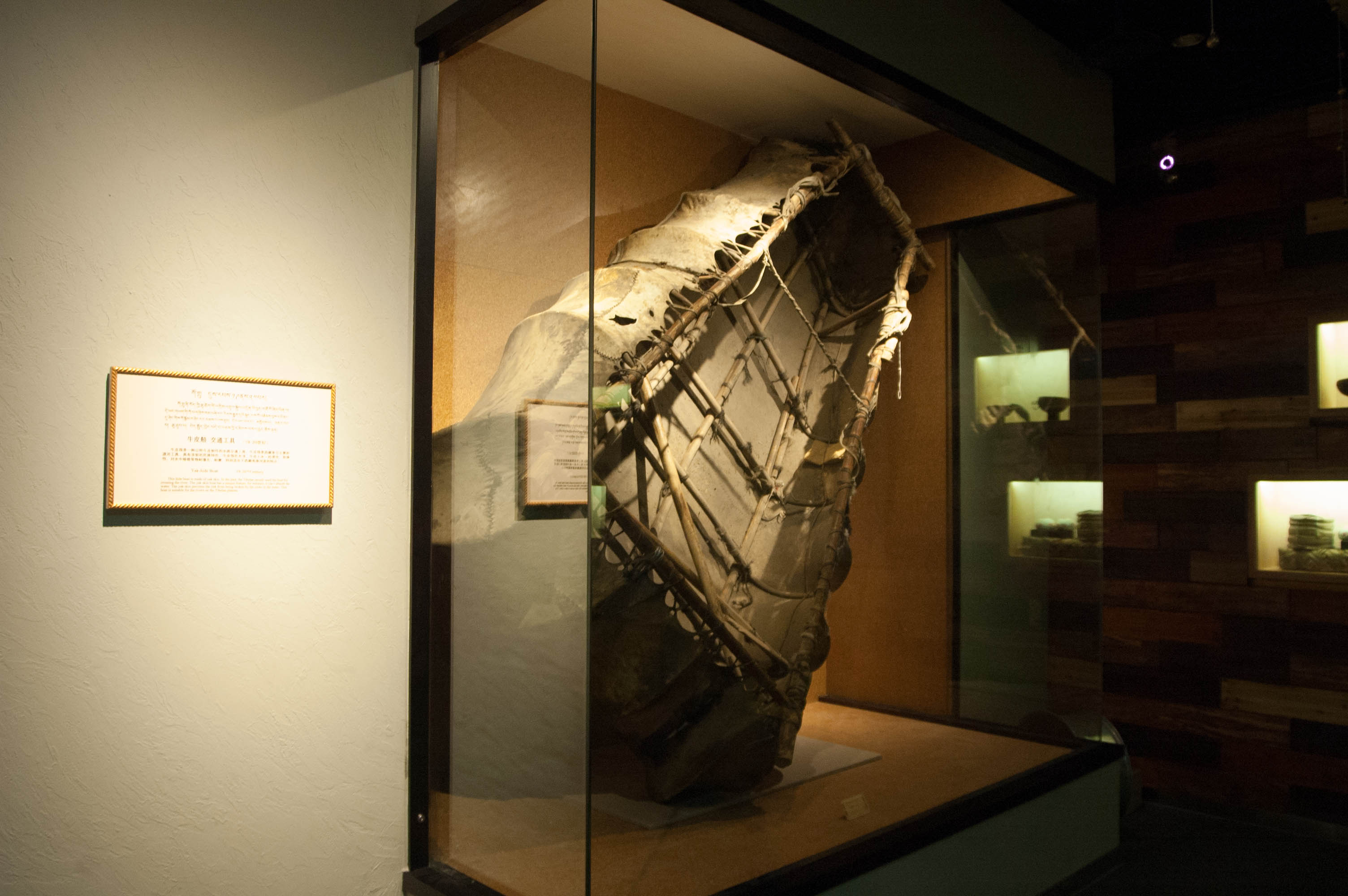
藏民渡河工具
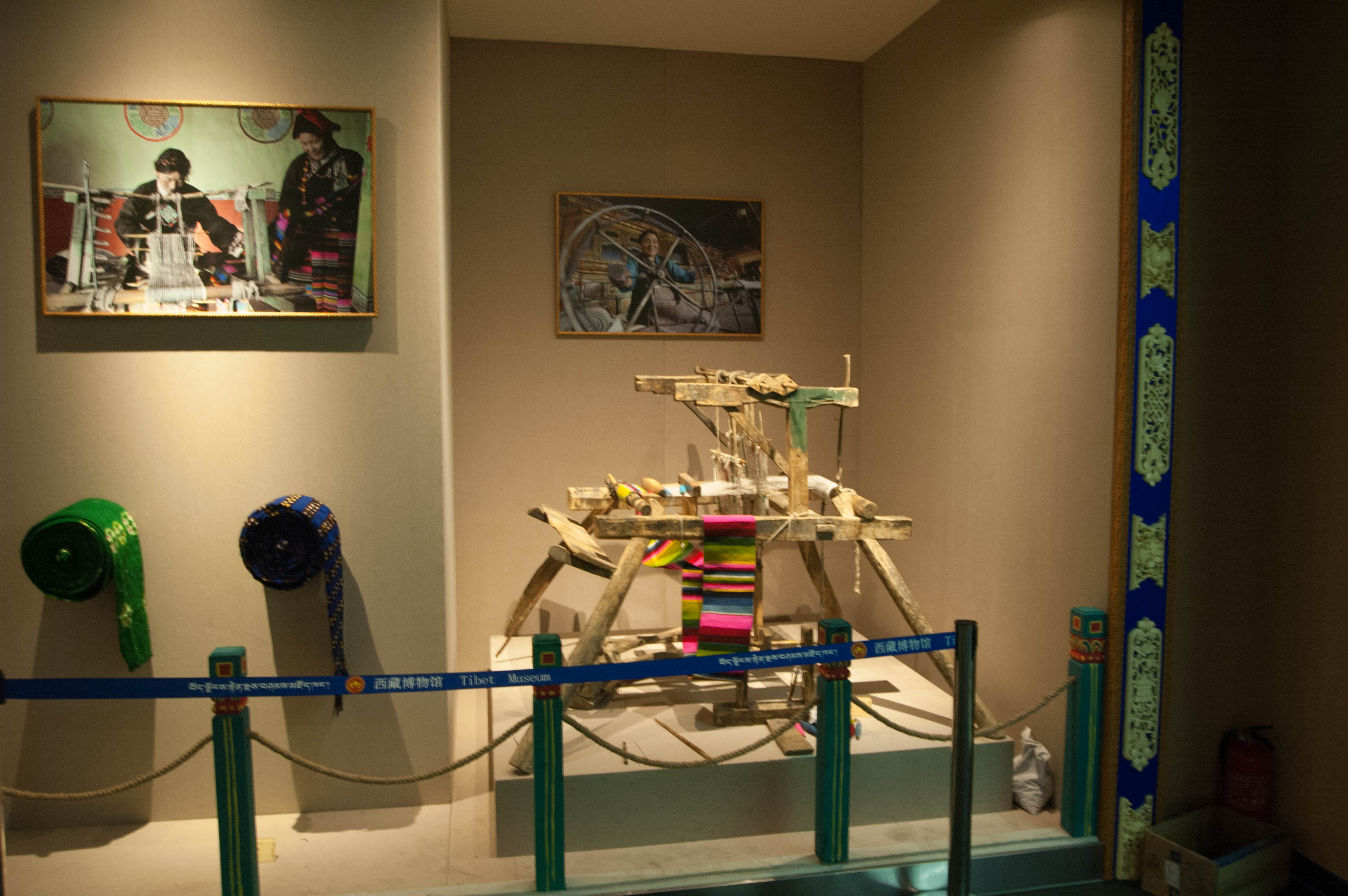
藏民纺织工具
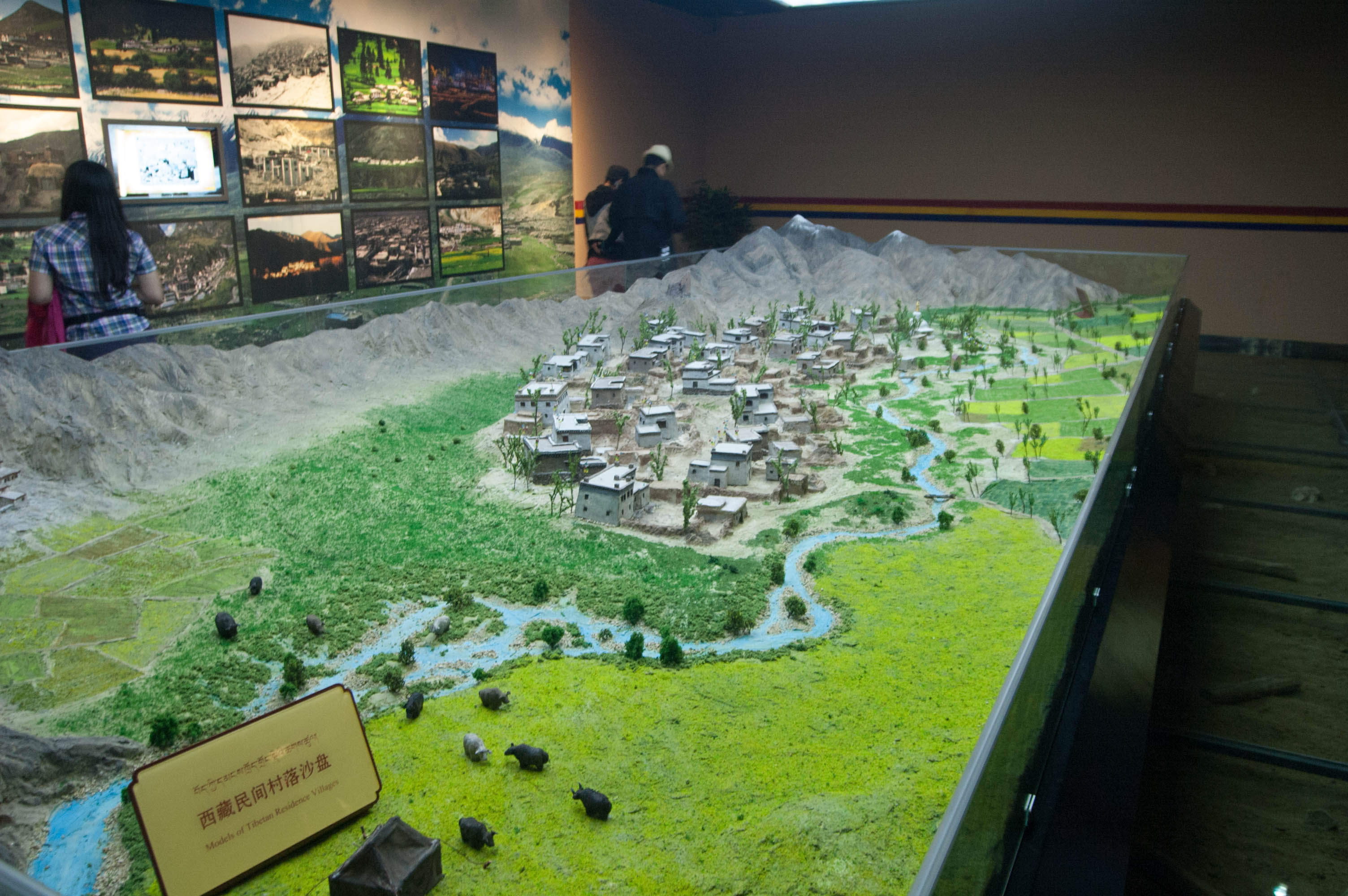
西藏民间村落沙盘
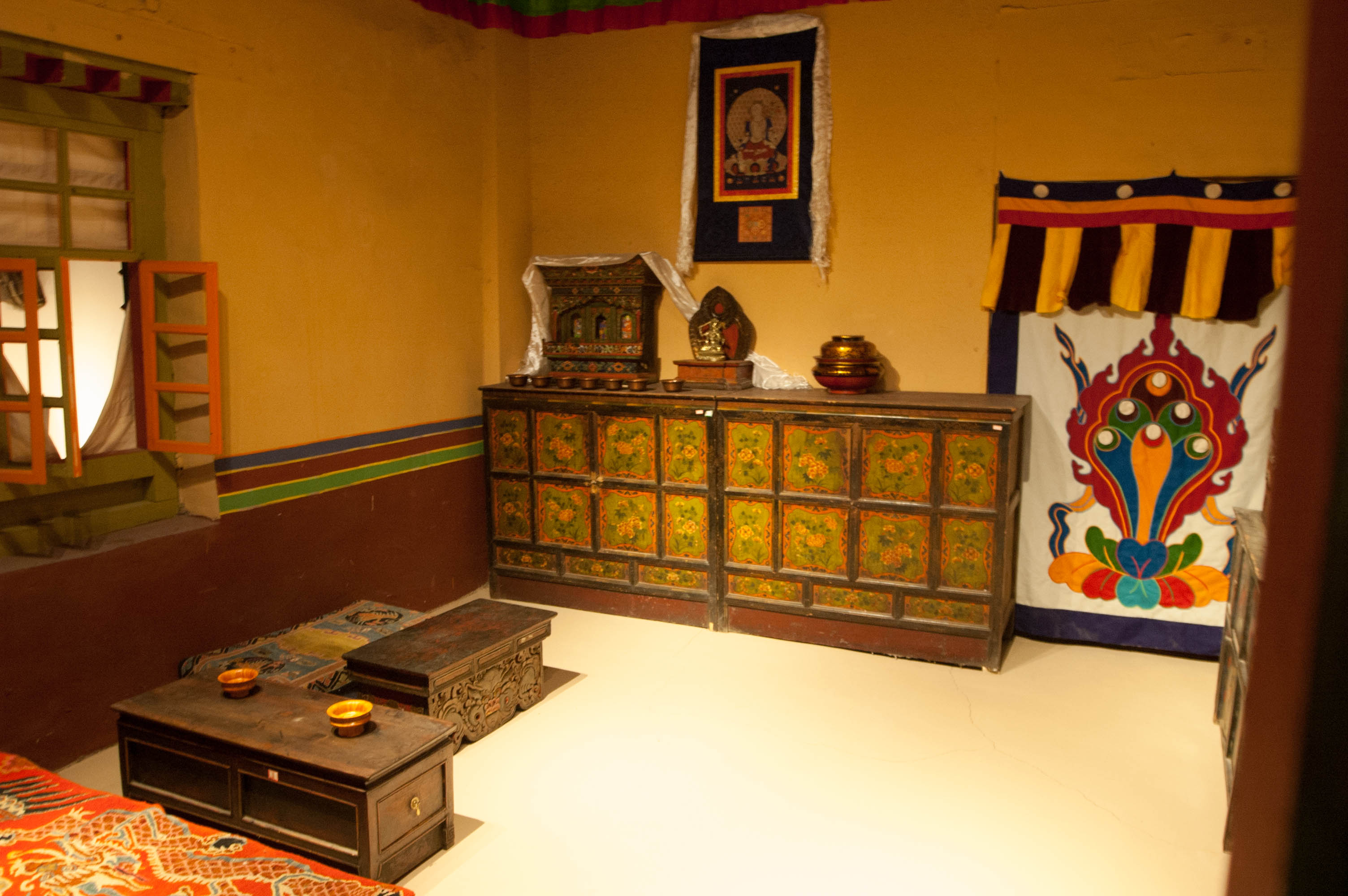
藏式客厅
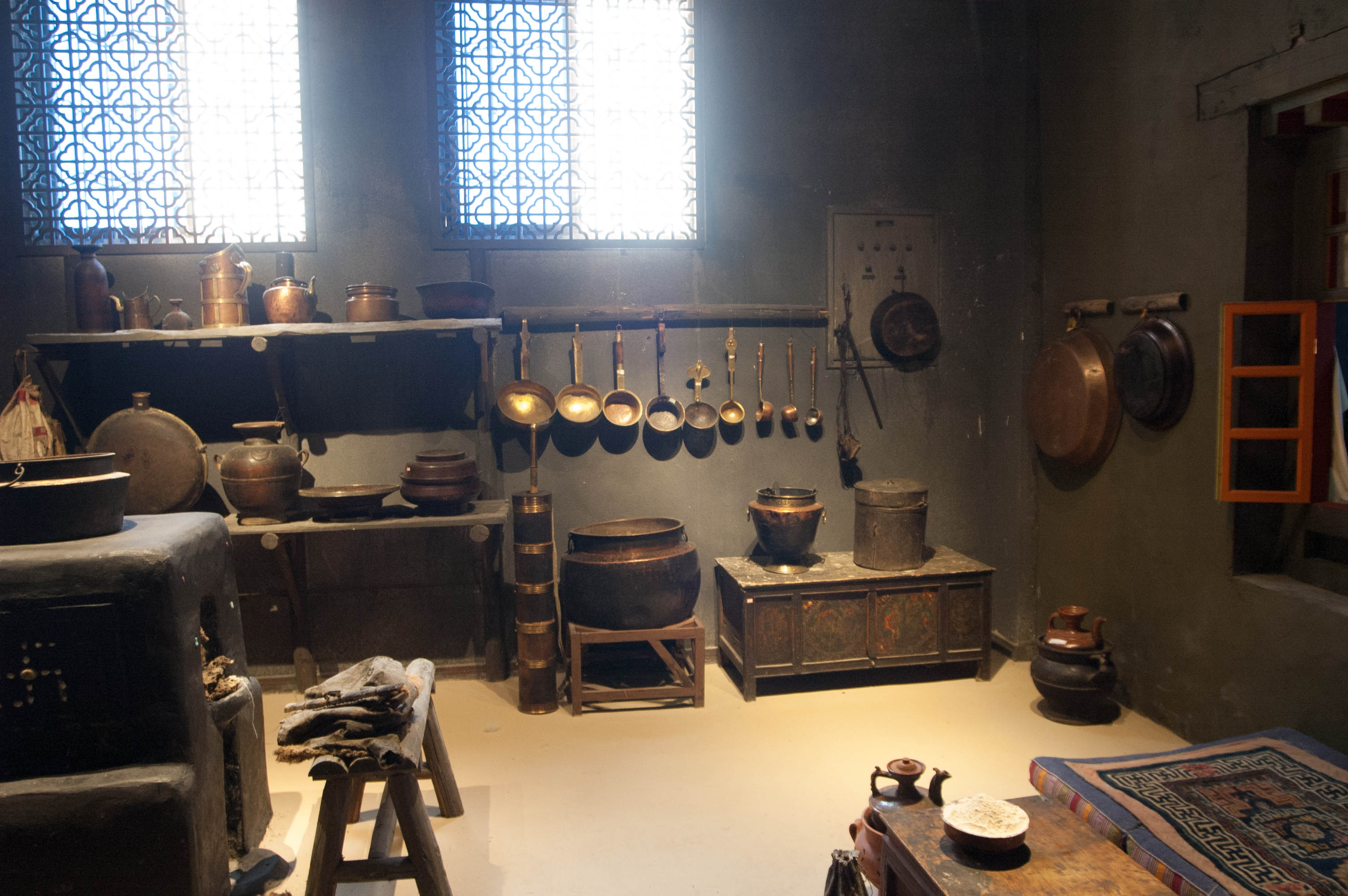
藏式厨房